# Kouliré
Koulié est une localité du Cameroun située dans l'arrondissement de Dargala, le département du Diamaré et la région de l’Extrême-Nord. Elle fait partie du canton de Dargala.

## Population
En 1975, la localité comptait 132 habitants, dont 77 Peuls et 55 Massa.
Lors du recensement de 2005, on y a dénombré 435 personnes.